# Historia de Grecia
La historia de Grecia  es una de las más tempranamente documentadas y estudiadas. Existen fuentes escritas desde el ii milenio a. C. El país que actualmente se denomina Grecia se conocía antiguamente como Hélade, pero políticamente estaba fragmentado en numerosas polis o que antiguamente se llamaban ciudades-estado independientes entre sí, que unas veces se aliaban y otras, se enfrentaban en guerras sangrientas.
La civilización griega tuvo un fuerte desarrollo en el campo filosófico. Se le suele considerar la «cuna de la civilización occidental», ya que sus grandes pensadores fueron los que desarrollaron los primeros conceptos de la filosofía entre los que estaba la concepción de la física del átomo (sin división) y su arte, sencillo, se caracterizó por la construcción de templos con grandes pilares y techos a dos aguas; en la música destacaron sus danzas folclóricas y sus cantos se ejecutaban todos los días en todas sus actividades.
Entre los monumentos más famosos de esta antigua civilización se encuentran el Partenón, el teatro de Epidauro y el Mausoleo de Halicarnaso.

## Orígenes de Grecia

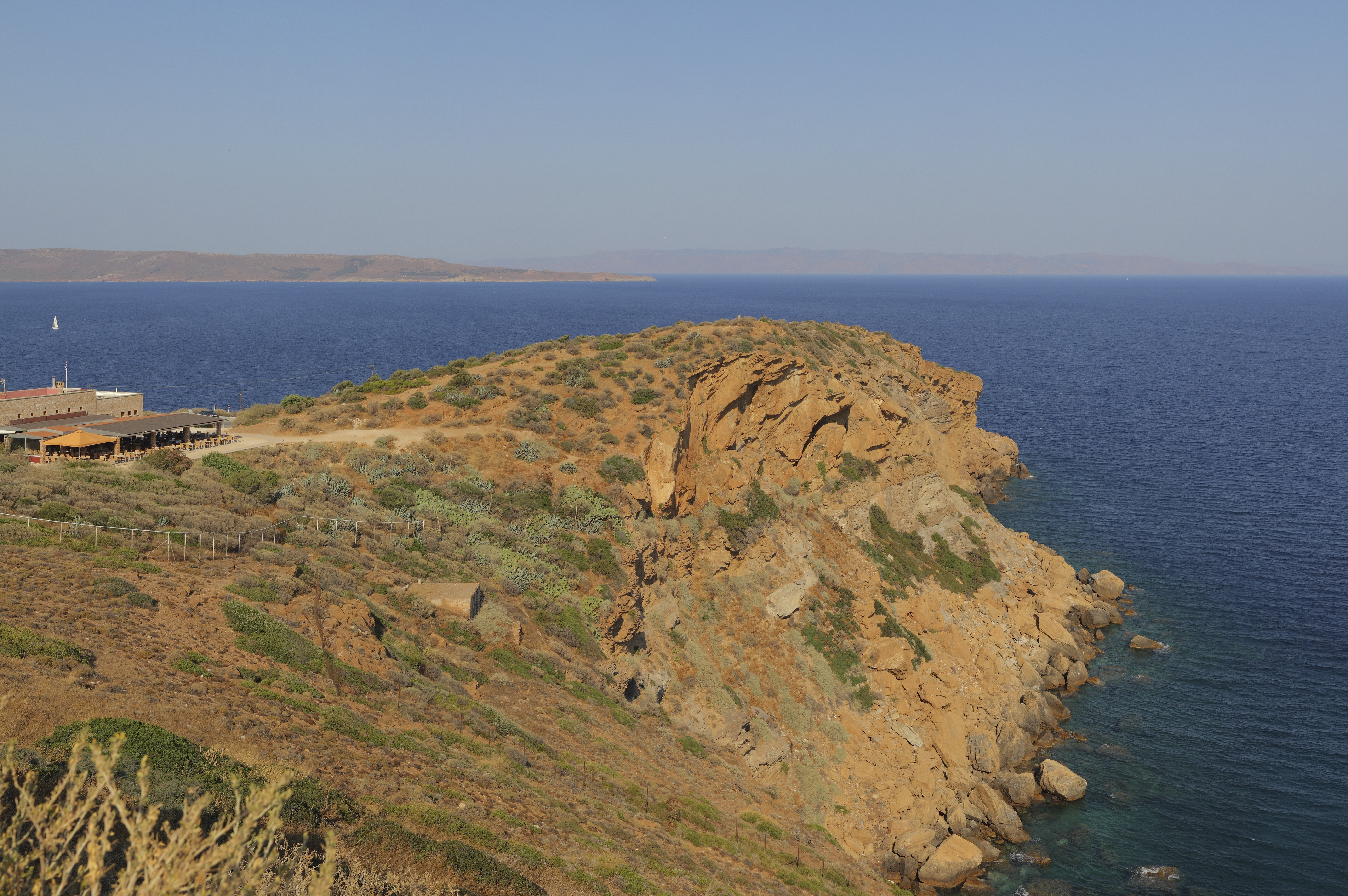
Cabo Sunión en el Ática, mirando a las islas del Egeo.

Desde el Paleolítico se atestigua la presencia del hombre en Grecia (3200 a. C. a 2000 a. C.), y en Asia Menor.
En la isla de Creta se desarrolló la primera civilización avanzada, la cretense o minoica. Durante su época de mayor esplendor (período Minoico Medio, hacia 1950 a. C. a 1550 a. C.), se construyeron los palacios de Cnosos, Festos y Hagia Triada. Por otro lado, los aqueos o protohelenos se establecieron en la Argólida, donde construyeron las fortalezas de Tirinto y Micenas, de la que derivó el nombre micénica que se da a su elevada civilización, asimiladora de la cultura minoica. Hacia el 1550 a. C. comenzó un período de apogeo a ambos lados del mar Egeo, que culminó con la conquista de Creta. A comienzos del siglo XII a. C., los dorios irrumpieron en la Grecia continental.

### Helenización de Grecia
La evidencia lingüística muestra que antes del iv milenio a. C., Grecia y los alrededores estuvieron habitados por pueblos que hablaban lenguas no-indoeuropeas. No se conoce con precisión cuándo llegaron los hablantes de lenguas griegas a Grecia, pero se estima que pudo ocurrir hacia el 2000 a. C. Esto sugiere que las primeras civilizaciones atestiguadas en territorio griego, la cicládica, la egea y la minoica fueron creadas por pueblos que estaban etnolingüísticamente emparentados con los griegos. En cambio en el período micénico la lengua dominante de la mayor parte de áreas, parece haber sido una forma de griego, el griego micénico o formas de griego relacionadas con él.

### Lugares y pueblos
La civilización griega se extendió hasta las islas del Egeo, la costa oriental del mar Egeo, las costas meridionales en torno a los mares Adriático y Tirreno, y muchas zonas costeras alrededor de toda la cuenca mediterránea. Posteriormente, con las conquistas de Alejandro Magno, se extenderían hacia el Oriente.

## Civilizaciones de Grecia

### Civilización egea y cicládica
Las primeras civilizaciones registradas en lo que actualmente es Grecia, son las civilizaciones prehistóricas, que no produjeron registros escritos y por tanto, solo se pueden estudiar mediante la arqueología.

### Civilización cretense
Es la primera civilización del mundo griego, y floreció en la isla de Creta. Sus habitantes se establecieron en la zona hacia el año 6000 a. C., y alcanzó el máximo esplendor entre los años 2000 y 1600 a. C. Contaban con abundantes riquezas, acumuladas gracias al comercio con otras ciudades de la edad de bronce, y a la fertilidad de su suelo, que producía aceitunas, cereales y vino en abundancia. Todo el sistema económico se centralizaba en torno a sus ricos palacios, caracterizados por su decoración a base de escenas pintadas en los muros o frescos. Se trataba de construcciones edificadas cerca del mar, y son una muestra del desarrollo artístico y arquitectónico de la cultura minoica.

### Civilización micénica
Del año 1600 hasta el año 1100 a. C., en la Edad del Bronce, Grecia tenía centros palaciegos importantes que dominaban distintos territorios, entre ellos, Micenas fue uno de los principales centros activos. Los reyes o señores vivían en grandes palacios que desempeñaban el papel de cuartel general del ejército y centro administrativo. El pueblo micénico se caracterizó por su activo comercio marítimo y sus numerosas exportaciones de productos manufacturados. Alcanzaron su cenit sobre el año 1600 a. C., y poco a poco fueron desapareciendo los palacios en circunstancias aún desconocidas hasta la invasión de los dorios.

### Civilización clásica y posclásica
No es fácil delimitar la civilización griega ni en cuanto a espacio ni tiempo. Convencionalmente se hace la siguiente división:
I: Arcaica (723-453 a. C.).
II: Clásica (siglos V-III a. C.).
III: Helenística (siglos III-I a. C.).
En este curso histórico surgieron varios hechos importantes y fundamentales en la formación definitiva de lo que fue Grecia posteriormente: la formación de las polis (ciudades), el siglo V a. C., la Edad Ateniense, las guerras médicas o la del Peloponeso (cinco años después de la cual se trató de modificar la organización de las ciudades-estado), la preeminencia de Macedonia (con Filipo II y su hijo, Alejandro Magno) y la extensión por Asia del mundo helenístico. La dominación romana en el siglo II a. C. pondría punto final a la civilización griega políticamente, pero dejaría una impronta indeleble en sus invasores a través de los siglos.

## Grecia antigua

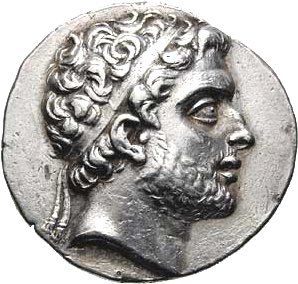
Filipo V de Macedonia, «el cielo de Hellas», llevando la diadema real.

### Edad oscura
“De la época de las tinieblas a las polis”
Esta época corresponde al surgimiento de Grecia como civilización entre los siglos  XI y IX a. C. En el curso del siglo X a. C. se produjo un proceso de urbanización en el cual se agruparon varias aldeas hasta llegar a formar ciudades como Esparta y Atenas. La organización interna sociopolítica de estas primitivas polis estaba dominada por las tribus o ethnos, junto a los hogares clanes (genos) y fraternidades (fratrías). Estas ciudades-estado eran gobernadas por reyes que ejercían la autoridad religiosa, militar y política, excepto en Esparta donde la autoridad de los reyes empezó a ser reemplazada por una autoridad aristocrática formada por terratenientes que podían criar, mantener y montar sus caballos.

### Periodo Arcaico
En los tres siglos que duró este período se consolida la organización de las ciudades y se produjo la expansión colonial y comercial, proceso que determinó la estructura social, política y económica de los griegos.
El siglo VIII a. C. fue un periodo revolucionario para la formación de la civilización griega ya que se utiliza el alfabeto fenicio para adaptarlo a la lengua griega, se mejoran también la metalurgia del hierro y las técnicas agrícolas. Esto produjo como resultado el aumento de la población, lo cual, junto a que la mayor parte de las tierras cultivables se hallaba en poder de la aristocracia, desembocó en la necesidad de emigrar y fundar colonias a lo largo de las costas e islas del Mediterráneo y el mar Negro.
Estas colonias enviaban metales y alimentos a sus metrópolis e importaban a cambio productos ya terminados. Esta prosperidad comercial, entre otros factores, condujo a la rápida fundación de las ciudades-Estado griegas en la costa del Egeo y sus islas (a finales de ese siglo ya había más de setecientas ciudades-Estado). Esta riqueza avivó cada vez más las ansias de independencia política de las colonias respecto a sus metrópolis, no siempre por la vía pacífica, lo que originó la creación de ejércitos y técnicas militares perfeccionadas como la infantería pesada: (los hoplitas) que reemplazaron a los anteriores ejércitos de caballería. De modo general puede decirse que entre los siglos VIII y VI a. C., las polis griegas experimentaron la transición de un sistema de gobierno monárquico a uno aristocrático.
Otros dos factores que formaron un papel fundamental en la formación de la civilización griega fueron la institución de unos juegos panhelénicos como los Juegos Olímpicos de los que tenemos noticia oficial desde el año siglo VIII a. C.|776 a. C. y que subrayan los rasgos comunes de los griegos, y las dos epopeyas de Homero, Ilíada y Odisea, probablemente compuestas en el siglo VIII a. C..
En el curso de las crisis sociales de los siglos VII y VI a. C. el descontento de los sectores menos favorecidos con la antigua aristocracia generó revueltas y luchas internas, dando origen a la tiranía como nueva forma de gobierno. Su duración fue corta, pues en la mayoría de las ciudades-estado, los oligarcas restablecieron su poder, mientras que otros evolucionaron hacia la democracia. Esparta siguió un curso distinto porque conservó su doble monarquía (diarquía), y después de las guerras médicas desarrolló una organización militar que llegó a caracterizarla en lo sucesivo.

### Guerras médicas
Entre los años 499 a. C. y 478 a. C., Grecia se enfrentó a un gran enemigo: los persas. Durante mucho tiempo Persia fue una amenaza principalmente en los territorios del Asia Menor. Estas guerras transcurrieron bajo dos reinados persas, el de Darío I y el de Jerjes (hijo de este) y se dieron en dos partes, obteniendo la victoria las ciudades (polis) griegas, gracias en parte a sus desarrollados navíos:
- la primera guerra médica, en la que tuvo lugar la batalla de Maratón en el 490 a. C.
- la segunda guerra médica, en la que acontecieron la batalla de las Termópilas, la de Salamina y la de Micala.

### Liga de Delos y Siglo de Pericles
Para proseguir la lucha marítima contra el Imperio persa, Atenas organizó la Liga de Delos (años 477 a. C.), y a partir de entonces dominó el comercio marítimo del mundo colonial griego. Atenas se convirtió además en un centro político e intelectual, cuyo período de mayor esplendor correspondió al gobierno de Pericles, fundamentalmente desde [[años 462 a. C. hasta [[años 429 a. C., en el que su influencia política se dejó sentir con intensidad. En política interior, se restringió el derecho de ciudadanía a los descendientes de padre y madre ateniense, pero por otra parte se introdujeron leyes que permitían una mayor participación de todos los ciudadanos en las instituciones. Además se estableció la retribución de los cargos públicos y se realizaron grandes obras públicas en la ciudad, para lo que se trasladó el tesoro de la Liga de Delos a Atenas.
En la esfera de relaciones internacionales, Pericles se encontró ante dos problemas: el de acabar definitivamente el conflicto con Persia, que persistía en sus ataques a las colonias griegas de Asia Menor, y el de convivir con Esparta. En cuanto al primero de ellos, Pericles logró establecer con los persas un armisticio beneficioso (Paz de Calias en 449 a. C.). Respecto al segundo problema, en el 446 a. C. concertó una paz de treinta años con Esparta, por lo que esta ciudad reconocía la Liga de Delos; en compensación, Atenas renunciaba a la hegemonía terrestre, evacuando sus posiciones en el Peloponeso y en el Istmo.

### Guerra del Peloponeso
La guerra del Peloponeso (en griego, Πελοποννησιακός Πόλεμος, transliterado como Peloponnēsiakós Pólemos) (431 a. C.-404 a. C.) fue un conflicto militar de la antigua Grecia que enfrentó a las ciudades formadas por la Liga de Delos (encabezada por Atenas) y la Liga del Peloponeso (encabezada por Esparta).
Tradicionalmente, los historiadores han dividido la guerra en tres fases. Durante la primera, llamada la guerra arquidámica, Esparta lanzó repetidas invasiones sobre el Ática, mientras que Atenas aprovechaba su supremacía naval para atacar las costas del Peloponeso y trataba de sofocar cualquier signo de malestar dentro de su Imperio. Este período de la guerra concluyó en 421 a. C., con la firma de la Paz de Nicias. Sin embargo, al poco tiempo el tratado fue roto por nuevos combates en el Peloponeso, lo que llevó a la segunda fase. En 415 a. C., Atenas envió una inmensa fuerza expedicionaria para atacar a varios aliados de Esparta. La expedición ateniense, que se prolongó del 415 al 413 a. C., terminó en desastre, con la destrucción de gran parte del ejército y la reducción a la esclavitud de miles de soldados atenienses y aliados.
Esto precipitó la fase final de la guerra, que suele ser llamada la guerra de Decelia. En esta etapa, Esparta, con la nueva ayuda de Persia y los sátrapas (gobernadores regionales) de Asia Menor, apoyó rebeliones en estados bajo el dominio de Atenas en el mar Egeo y en Jonia, con lo cual debilitó a la Liga de Delos y, finalmente, privó a Atenas de su supremacía marítima. La destrucción de la flota ateniense en Egospótamos puso fin a la guerra y Atenas se rindió al año siguiente.
La guerra del Peloponeso cambió el mapa de la antigua Grecia. Desde un punto de vista helénico, Atenas, la principal ciudad antes de la guerra, fue reducida prácticamente a un estado de sometimiento, mientras Esparta se establecía como el mayor poder de Grecia. El costo económico de la guerra se sintió en todo el mundo heleno; un estado de pobreza se extendió por el Peloponeso, mientras que Atenas se encontró a sí misma completamente devastada y jamás pudo recuperar su antigua prosperidad. La guerra también acarreó cambios más sutiles dentro de la sociedad griega; el conflicto entre la democracia ateniense y la oligarquía espartana, cada una de las cuales apoyaba a facciones políticas amigas dentro de otras ciudades estado, hizo de las guerras civiles algo común en el mundo griego.
Mientras tanto, las guerras entre ciudades, que originariamente eran una forma de conflicto limitado y formal, se convirtieron en luchas sin cuartel entre ciudades estado que incluían atrocidades a gran escala. La guerra del Peloponeso, que destrozó tabúes religiosos y culturales, devastó extensos territorios y destruyó ciudades enteras, marcando el dramático final del dorado siglo V a. C. de Grecia.

### El siglo prealejandrino
Las ciudades griegas sometidas antes a Atenas vieron que la tiranía impuesta ahora por Esparta resultaba más dura. Por ello, en 403 a. C. estalló un alzamiento general, que derrocó el régimen de los Treinta Tiranos y restableció la democracia en Atenas. El movimiento antiespartano era capitaneado por Tebas, que contaba con el apoyo de Atenas, Argos y Corinto (guerra de Corinto, 394 a. C. a 387 a. C.). Pese a que los aliados fueron derrotados en la batalla terrestre de Coronea (394 a. C.), la decisión estratégica de la lucha se solventó en el mar, donde aquéllos destruyeron la flota espartana en Cnido (394 a. C.). Esparta, que veía peligrar su hegemonía, pidió ayuda a los persas, y la intervención de estos obligó a los aliados a aceptar la Paz de Antálcidas (386 a. C.). A consecuencia de esta paz, Persia se anexó las colonias griegas de Asia Menor y cerró a Atenas toda posibilidad de rehacer su antiguo Imperio marítimo, mientras que reconocía a Esparta su papel de rectora de la Liga del Peloponeso. De hecho, este tratado impuesto atestiguaba la debilidad política del mundo griego, que se sometía a las directrices persas.
Más tarde Esparta pretendió imponer gobiernos oligárquicos en diversos estados, lo que provocó un nuevo levantamiento de Tebas, que esta vez fue coronado con el éxito. Persia, a causa de sus problemas interiores, no pudo acudir en auxilio de los espartanos, los cuales fueron vencidos en Leuctra y, definitivamente, en Batalla de Mantinea (362 a. C.) La hegemonía de Tebas fue efímera, tras la cual la pobreza causada por las guerras y la división de los helenos abrió el camino para la dominación de los macedonios.

### Dominación macedónica y helenismo

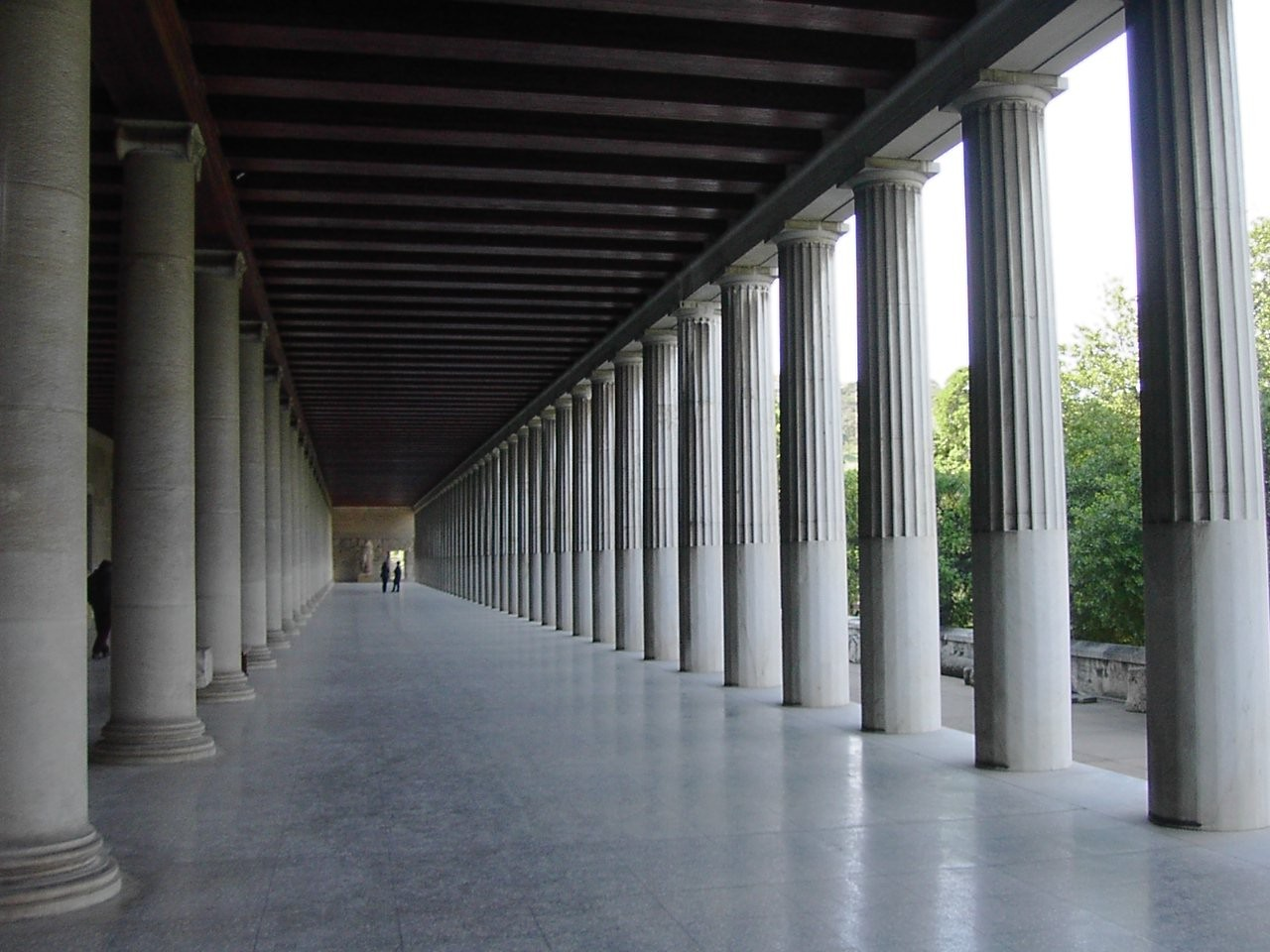
La restaurada Stoa de Átalo (Atenas).

Se denomina período helenístico (también llamado alejandrino) a una etapa histórica de la Antigüedad, cuyos límites cronológicos vienen marcados por dos importantes acontecimientos políticos: la muerte de Alejandro Magno (323 a. C.) y el suicidio de la última soberana helenística, Cleopatra VII de Egipto, y su amante Marco Antonio, tras su derrota en la batalla de Accio (30 a. C.). Es la herencia de la cultura helénica de la Grecia clásica que recibe el mundo griego a través de la hegemonía y supremacía de Macedonia, primero con la persona de Alejandro Magno, y después de su muerte con los diádocos (διάδοχοι) o sucesores, los reyes de las tres grandes dinastías: Ptolemaica, Seléucida y Antigónida. Estos soberanos supieron conservar y alentar el espíritu griego tanto en las artes como en las ciencias. Entre la gente culta y de la aristocracia «lo griego» era lo importante y en este concepto educaban a sus hijos. El resto de la población de estos reinos tan dispares (Egipto, Siria, Macedonia) no participaba del helenismo y continuaba con sus costumbres, su lengua y sus religiones. Las ciudades-estado griegas (Atenas, Esparta, Tebas…) habían llegado al declive y habían sido sustituidas en importancia por las ciudades modernas de Alejandría, Pérgamo y Antioquía, cuyo urbanismo y construcción no tenían nada que ver con las anteriores. En todas ellas se hablaba la lengua griega koiné (κoινή), que es un adjetivo que significa «común». Vale decir, la lengua común o panhelénica, principal vehículo de cultura.
Suele ser considerado como un período de transición entre el declive de la época clásica griega y el ascenso del poder romano. Sin embargo, el esplendor de ciudades como Alejandría, Antioquía o Pérgamo, la importancia de los cambios económicos, el mestizaje cultural, y el papel dominante del idioma griego y su difusión, son factores que modificaron profundamente el Oriente Medio antiguo en esta etapa. Esta herencia cultural será asimilada por el mundo romano, surgiendo así con la fusión de estas dos culturas lo que se conoce como cultura clásica, fundamento de la civilización occidental.
El término helenístico fue utilizado por primera vez por el historiador alemán Johann Gustav Droysen en Geschichte des Hellenismus (1836 y 1843), a partir de un criterio lingüístico y cultural, es decir, la difusión de la cultura propia de las regiones en las que se hablaba el griego (ἑλληνίζειν, hellênizein), o directamente relacionadas con la Hélade, a través del propio idioma, un fenómeno alentado por las clases gobernantes de origen heleno de aquellos territorios que nunca tuvieron relación directa con Grecia, como pudo ser el caso de Egipto, Bactriana o los territorios del Imperio seléucida. Este proceso de helenización de los pueblos orientales, y la fusión o asimilación de rasgos culturales orientales y griegos, tuvo continuidad, como se ha mencionado, bajo el Imperio romano.
Los trabajos arqueológicos e históricos recientes conducen a la revalorización de este período y, en particular, a dos aspectos característicos de la época: la importancia de los grandes reinos dirigidos por las dinastías de origen griego o macedónico (Lágidas, Seléucidas, Antigónidas, Atálidas, etc.), unida al cometido determinante de decenas de ciudades cuya importancia fue mayor de la idea comúnmente aceptada durante mucho tiempo.

#### Macedonia
La segunda parte del siglo IV a. C. supone la preponderancia del Reino de Macedonia en Grecia. Su rey, Filipo II, sentía gran admiración por la cultura griega, por lo que decidió unificar a las polis griegas y terminar con las luchas internas. Filipo se caracterizó por establecer relaciones amistosas con Atenas. Pero Demóstenes, un famoso orador y político ateniense, no simpatizaba con las ideas de Filipo, por lo que formó una alianza con Tebas para derrotarle. Atenas y Tebas, por tanto, se enfrentaron a Macedonia en la batalla de Queronea, que terminó con la derrota de la liga tebano-ateniense. Filipo se convenció de que la única manera de tener controlada a Atenas era usando la diplomacia, por lo que envió a su hijo Alejandro a acordar un tratado de paz. En el año 338 a. C., Filipo convocó un congreso en Corinto, al cual fueron todos las ciudades-Estado griegas, a excepción de Esparta. Allí se creó la Liga Helénica (también conocida como «Liga de Corinto»). Hubo un segundo congreso al año siguiente, en el cual se declaró la guerra a Persia. Antes de poder llevar a cabo la expedición, Filipo fue asesinado en el año 336 a. C. Al morir Filipo, subió al trono de Macedonia su hijo, Alejandro III, el futuro Alejandro Magno.

#### Alejandro Magno
Alejandro Magno (Alejandro III de Macedonia) fue rey de Macedonia desde 336 a. C. hasta su muerte y está considerado como uno de los caudillos militares más importantes de la Historia, por su conquista del Imperio aqueménida.
Tras consolidar la unificación de varias ciudades-estado de la antigua Grecia que estuvieron bajo el dominio de su padre, Filipo II de Macedonia, sofocando la rebelión de los griegos del sur tras la muerte de este, Alejandro conquistó el Imperio persa, incluyendo Anatolia, Siria, Fenicia, Judea, Gaza, Egipto, Bactriana y Mesopotamia, expandiendo las fronteras de Macedonia hasta la región del Punjab.
A su muerte el reino sufrió grandes divisiones a causa de disputas entre los generales más cercanos a Alejandro. Muchos trataron de mantener el imperio unido bajo su mando, lo que generó una sucesión de batallas y campañas que derivaron en la división en varios reinos independientes que fundaron sus dinastías.

#### Fin de la era helenística
El helenismo se extendió desde la fundación de los reinos de los diádocos a finales del siglo IV a. C. hasta su decadencia a finales del siglo I a. C. Dicha decadencia puede explicarse por cinco hechos principales:
- El prolongado y suicida conflicto entre los lágidas y seléucidas que debilitó los recursos de ambos.
- El enfrentamiento prolongado entre los antigónidas y las ciudades-estado griegas que desgastaron a ambos.
- La fragmentación del Imperio seléucida, que generó otros dos grandes reinos independientes y rivales: el de Pérgamo y el de la Bactria. Dicha fragmentación acabó por debilitar a los seléucidas
- El resurgimiento de las fuerzas persas, que mantuvieron una lucha contra los seléucidas, y también la lucha con Roma, que agotó sus recursos hasta su decadencia final
- La falta de un mínimo de sentido de cohesión frente a los romanos. Algunos de sus estados se pusieron de parte de Roma en vez de llegar a un acuerdo entre ellas mismas, lo que inclinó la balanza a favor de Roma. En el 148 a. C. Macedonia y Grecia finalmente pasan a ser parte del Imperio romano y esto señala el fin de la época griega.

### Dominación romana
Desde mediados del siglo II a. C. Grecia se convirtió, de hecho, en un protectorado romano, y la mayoría de las ciudades griegas pagaron tributo a Roma. En el 88 a. C., con el apoyo de Mitrídates, rey del Ponto, los griegos se sublevaron contra Roma, pero el levantamiento fracasó. Durante la época de las guerras civiles Grecia fue escenario de las luchas entre las distintas facciones romanas que querían hacerse con el poder. En la época imperial se mantuvo la influencia cultural griega, pero los núcleos de expansión económica de Oriente se polarizaron en las provincias romanas de Asia. Este período de relativa prosperidad fue interrumpido en el siglo iii por las invasiones de los bárbaros. Paralelamente, la sociedad griega evolucionó hacia formas sociales y económicas de tipo feudal.

## Grecia medieval

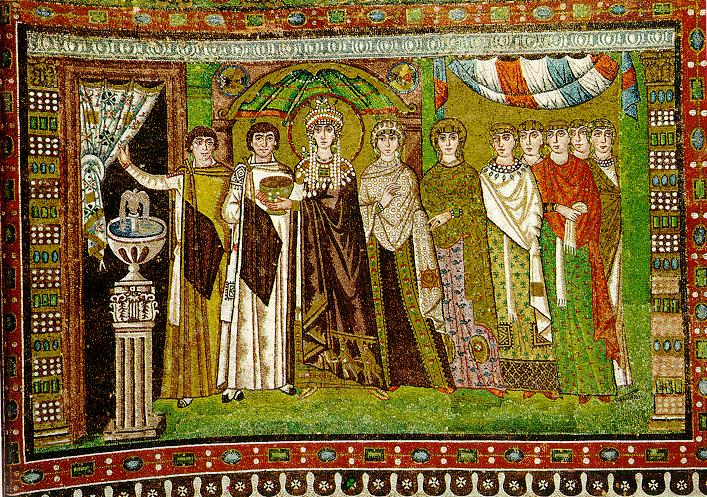
La emperatriz Teodora y su cortejo (mosaico de la Basílica de San Vital),.

### Grecia como integrante del Imperio bizantino
Desde la división del Imperio romano entre Arcadio y Honorio (395), Grecia pasó a formar parte del Imperio romano de Oriente o Imperio bizantino, cuya base cultural fue helénica, y su capital Constantinopla, la antigua ciudad de Bizancio. Además, Las invasiones de pueblos germánicos y eslavos modificaron la composición étnica de la población. Numerosos pueblos eslavos se establecieron en las zonas montañosas, mientras que los griegos se refugiaron en las costas y en las islas. Estos eslavos fueron lentamente helenizados.
En el siglo VII los árabes se apoderaron de Chipre y Rodas. En el siglo X los emperadores lograron detener el avance de los árabes por el sur, y el de los búlgaros por el norte. Desde finales del siglo XI hasta mediados del siglo XII, los normandos saquearon varias veces las costas. Estas invasiones favorecieron la formación de una sociedad de tipo feudal. Los emperadores, para hacerles frente, pidieron ayuda a la República de Venecia, a cambio de la concesión de una serie de ventajas comerciales. Durante la Tercera Cruzada, Chipre fue conquistada por Ricardo Corazón de León. En la Cuarta Cruzada se fundó el Imperio Latino de Oriente (1204-1261) y Grecia fue dividida en una serie de principados controlados por nobles francos. Las luchas entre francos y bizantinos fueron aprovechadas en los siglos XIII y XIV por Venecia y Génova, que se apoderaron de varias islas griegas. La división entre los principados francos favoreció a la aristocracia bizantina, que poco a poco fue recuperando la mayor parte del territorio griego.
En 1303 el emperador Andrónico II Paleólogo contrató almogávares procedentes de la Corona de Aragón, en la llamada Compañía Catalana de Oriente, para parar el ataque turco. Tras el triunfo almogávar, fue asesinado su jefe, Roger de Flor, lo que llevó a una dura venganza en la que cabe destacar el saqueo de Atenas. Los ducados de Atenas y Neopatria quedaron en manos de la Corona de Aragón a través de la señoría del Reino de Sicilia hasta 1388, en que fueron ocupados por los venecianos. En el curso del siglo XV, Grecia cayó bajo el dominio otomano.
Hay que destacar que, hasta la caída de Constantinopla (1453), Grecia desarrolló una excelente flota de la que cabe destacar el dromón, evolución del trirreme que iba armado con un arma exclusivamente griega y el fuego griego, lanzado desde una especie de cañón de bronce a modo de lanzallamas.

## Grecia moderna
Desde finales del siglo VIII, el Imperio comenzó a recuperarse de las devastadoras consecuencias de las invasiones, y comenzó la reconquista de Grecia.  Los griegos de Sicilia y de Asia Menor fueron llevados como colonos. Los eslavos fueron expulsados. A mediados del siglo IX, Grecia era griega de nuevo, y las ciudades comenzaron a recuperarse debido a la mejora de la seguridad y el restablecimiento del control central.
Cuando el Imperio Bizantino fue rescatado de un período de crisis por el liderazgo de los tres emperadores Alejo I Comneno, Juan y Manuel en el siglo XII, Grecia prosperó. Recientes investigaciones han revelado que este período fue un momento de crecimiento significativo en la economía rural, con un aumento de población y con grandes extensiones de tierras agrícola que fueron incorporadas a la producción. La construcción generalizada de nuevas iglesias rurales era indicador de que la prosperidad se estaba generando, incluso en zonas remotas. Un aumento constante de la población condujo a una mayor densidad de población, y hay buena evidencia de que el incremento demográfico fue acompañado por el resurgimiento de las ciudades.
Evidencias arqueológicas muestran un aumento del tamaño de los asentamientos urbanos, junto con un notable aumento de  nuevas ciudades. La evidencia arqueológica nos dice que muchas de las ciudades medievales, como Atenas, Tesalónica, Tebas y Corinto, vivieron un período de crecimiento rápido y sostenido, a partir del siglo XI que continuó hasta el final del siglo XII. El crecimiento de las ciudades atrajo a los venecianos, y estos intereses en el comercio aumentaron aún más la prosperidad económica de Grecia. Ciertamente, los venecianos y otros fueron importantes comerciantes  en los puertos de Tierra Santa y generaron un negocio con envío de mercancías entre los Reinos Cruzados de ultramar y el Occidente, al mismo tiempo que se amplió el comercio entre Bizancio y Egipto.

### Dominio otomano
Los turcos otomanos controlaron la Grecia peninsular desde el siglo XV, aunque algunas islas permanecieron bajo la soberanía de Venecia hasta el siglo xviii. Durante la dominación turca, los griegos pudieron conservar sus características nacionales y practicar su religión mediante el pago de un impuesto especial. Los turcos confiscaron algunas tierras para repartirlas entre sus funcionarios civiles y religiosos. En otros casos respetaron las posesiones de los antiguos propietarios. En las costas, los griegos se especializaron en el comercio, y en Estambul se formó una potente burguesía comercial que influyó en el Gobierno otomano, llamados los fenariotas (ya que provenían de un barrio de Estambul denominado Fener).
Durante los siglos XVI, XVII y XVIII se sucedieron las insurrecciones de los helenos, que se multiplicaron en los períodos en que Turquía se enfrentaba con alguna potencia europea. En el siglo XVIII la decadencia del Imperio otomano favoreció la formación de grupos de bandoleros y piratas, que se convirtieron en los primeros núcleos del levantamiento nacional. A finales de ese siglo, algunos griegos emigrados organizaron sociedades patrióticas para preparar el alzamiento. Estos emigrados propagaron con éxito en Europa los ideales del nacionalismo griego.

### Independencia

Crecimiento de Grecia desde la independencia hasta el final de la guerra greco-turca (1922).

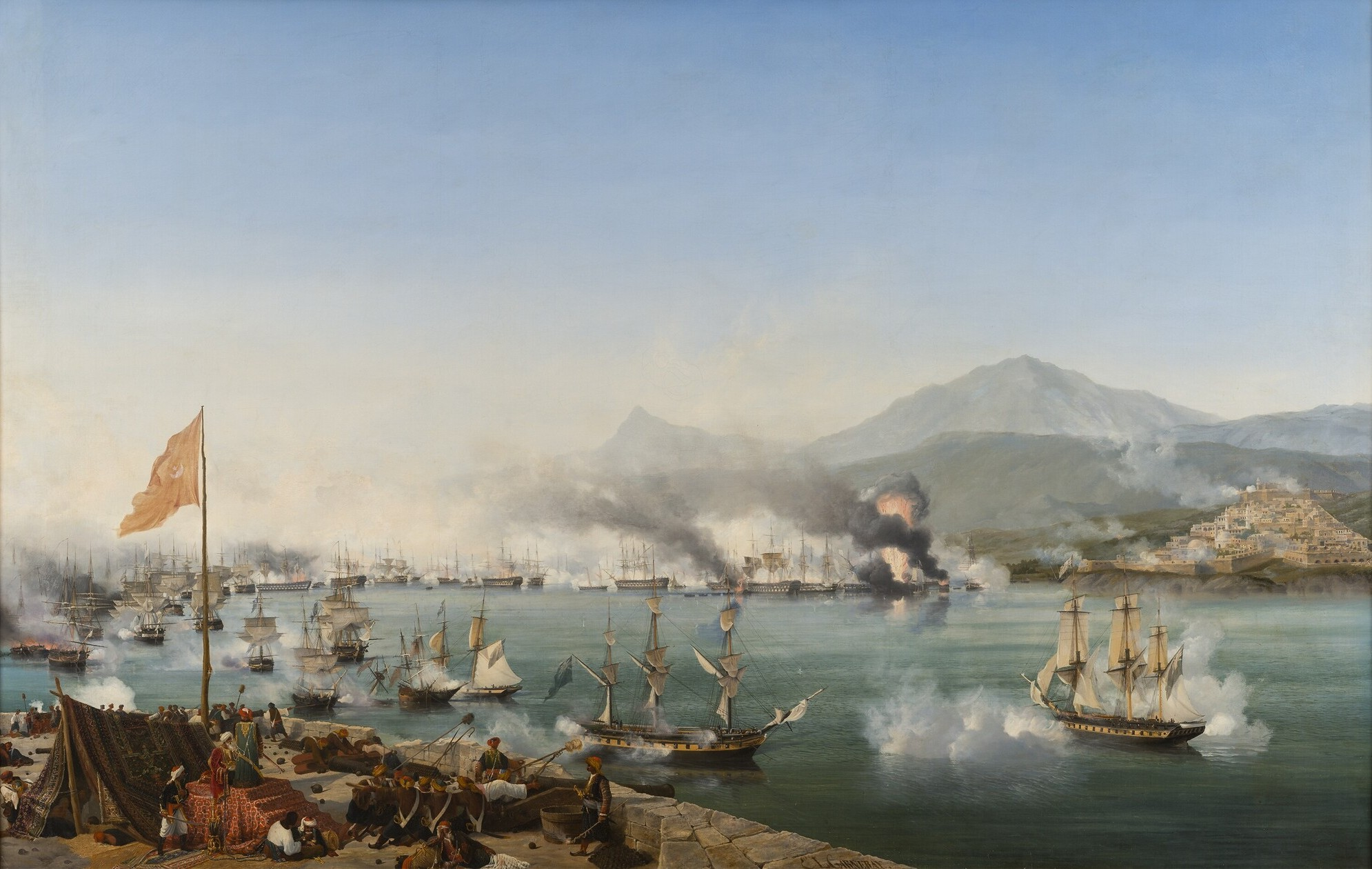
La batalla de Navarino, en octubre de 1827, marcó el fin efectivo de la ocupación otomana en Grecia.

Iniciada la revuelta en 1820, la sublevación se extendió rápidamente, y en 1822 la Asamblea de Epidauro proclamó la independencia. Divididos por luchas internas, los sublevados no pudieron evitar que los turcos, con el apoyo de Egipto, reconquistaran el país en dos años (1826-1827); pero las simpatías despertadas en toda Europa por el movimiento nacionalista griego se plasmaron en el Tratado de Londres (1827), en el que Francia, Inglaterra y Rusia proclamaron la autonomía de Grecia bajo la soberanía turca. La destrucción de la flota turco-egipcia en la Batalla de Navarino obligó al sultán a firmar el Tratado de Adrianópolis (1829), en el que se reconocía lo ya establecido en el de Londres. En esta misma ciudad se firmó en 1830 el protocolo que dio la total independencia, aunque se perdió una parte de la Tesalia.
Después del asesinato de Ioannis Kapodistrias (1831), las potencias europeas designaron en 1832 rey de Grecia a Otón Wittelsbach, hijo de Luis I de Baviera. Otón gobernó dictatorialmente, gracias al apoyo de Rusia. Un golpe de Estado en 1843, le obligó a conceder algunas libertades formales, encargándose a una asamblea constituyente la elaboración de un proyecto de Constitución, que se promulgó en 1844 y que instauró el sufragio universal, de esta manera Grecia se convirtió oficialmente en una democracia parlamentaria de carácter liberal.
Depuesto Otón en 1862, Inglaterra logró que la Asamblea griega nombrara rey a Jorge I, hijo del heredero al trono danés y cuñado del príncipe de Gales. En 1864 una nueva Constitución redujo los poderes monárquicos.
El problema de las reivindicaciones territoriales, particularmente el de Creta, fue dominante durante todo su reinado. Después de varias sublevaciones en la isla, el Gobierno griego decidió invadirla, pero la intervención europea dio lugar al Tratado de Constantinopla (1832), en el que se concedió la autonomía a Creta y se encargó de su gobierno al príncipe Jorge de Grecia. El periodo de finales del siglo XIX se caracterizó por una pésima situación económica que llevó en 1893 a declarar la insolvencia del Estado y la creación de una comisión financiera Internacional encargada de supervisar el pago de los plazos marcados de los cuantiosos préstamos extranjeros y que también empujó a una fuerte emigración fundamentalmente hacia Estados Unidos y América del Sur; se calcula que unos 350 000 habitantes emigraron entre 1890 y 1914, la gran mayoría judíos o descendientes de ellos, lo que representaría una sexta parte de la población del país. Los flujos de remesas enviados por estos emigrantes desde el exterior se convirtieron en un elemento clave en el equilibrio de la balanza de pagos.

### Golpe militar de 1909 y primer gobierno de Venizelos
El 27 de agosto de 1909 se produjo el levantamiento militar en Goudi en las afueras de Atenas, en el que los militares organizados en torno a una Liga Militar exigían la destitución de los príncipes reales de sus cargos en las Fuerzas Armadas, que los militares ocuparan los ministerios de Guerra y de la Armada y que se ejecutara un programa de reformas militares. Tras la dimisión del primer ministro Dimitrios Rallis y el breve gobierno de Kiriakulis Mavromichalis, accedió a la jefatura del gobierno en 1910, Eleftherios Venizelos un político procedente de Creta, desligado de la política ateniense. En 1911 sometió a voto una nueva constitución en la que se protegían las principales libertades.
En 1912 y 1913 estallaron las Guerras de los Balcanes, al término de las cuales Grecia dobló su territorio por la incorporación de Tesalia, parte de Macedonia, el Epiro, Tracia y las islas de Samos, Quíos, Lesbos y Lemnos. En 1913 el rey Jorge I fue asesinado en Salónica, sucediéndole su primogénito Constantino.

### Primera Guerra Mundial
Al estallar la Primera Guerra Mundial el país estaba dividido en dos fracciones, la germanófila, que encabezaba el rey Constantino I, cuñado de Guillermo II de Alemania, y la proaliada, cuyo principal representante era el primer ministro Venizelos. En los primeros momentos, Grecia se mantuvo neutral, pero, a medida que el conflicto se extendía entre los Estados balcánicos, las discrepancias entre el monarca y Venizelos se agudizaron. Esta crisis interna favoreció la ocupación de Macedonia por las Potencias Centrales, y la de Tesalónica, el istmo de Corinto y El Pireo por los Aliados (1915). En septiembre de 1916, Venizelos estableció un Gobierno provisional en Tesalónica y, con la ayuda de los Aliados se apoderó de Atenas en junio de 1917. Constantino abdicó, y le sucedió en el trono su hijo Alejandro (junio de 1917). Al poco tiempo, Grecia declaró la guerra a las Potencias Centrales. Al finalizar el conflicto obtuvo por el Tratado de Neuilly, firmado con Bulgaria, la Tracia Occidental, y por el Tratado de Sèvres, firmado con Turquía, la Tracia Oriental hasta el mar Negro, excepto la región de Estambul y el territorio de Esmirna en el Asia Menor.
En octubre de 1920 murió el rey Alejandro. Mediante un plebiscito, Constantino regresó a Grecia (diciembre de 1920), y Venizelos se exilió a Francia. Por otra parte, Mustafa Kemal Atatürk se negó a reconocer el Tratado de Sèvres y estalló la guerra entre Grecia y Turquía (1921-1923), que constituyó un desastre militar para la primera. Algunos oficiales del ejército partidarios de Venizelos obligaron a Constantino a abdicar por segunda vez (septiembre de 1922), y varios de sus ministros y consejeros fueron acusados de traición, y fusilados. Se creó una Junta Revolucionaria, que colocó en el trono a Jorge II, hijo de Constantino. En julio de 1923, por el Tratado de Lausana, firmado con Turquía, Grecia renunció a la Tracia Oriental y a Esmirna y pactó un intercambio obligatorio de población mediante el que los griegos que vivían en Turquía debían retornar a Grecia y los turcos que habitaban Grecia debía retornar a Turquía. Estos movimientos migratorios, que fueron masivos, agravaron la situación económica, lo que favoreció el desarrollo de la oposición republicana y del Partido Comunista. En octubre de 1923 fracasó un golpe de Estado dirigido por el general Ioannis Metaxas que se proponía fortalecer la monarquía, lo que alentó a los partidarios de la República. En diciembre del mismo año, a causa de la creciente presión popular, Jorge II abdicó y se instauró una regencia.

### Segunda República helénica

La expansión de Grecia de 1832 a 1947.

En abril de 1924, por medio de un plebiscito, el pueblo griego aprobó la adopción de la forma republicana de gobierno. Este régimen se caracterizó por su inestabilidad política y por su ineficacia para modernizar las estructuras tradicionales del país. Al agravarse la crisis económica ocupó de nuevo el poder Venizelos (1928-1932), el cual, de hecho, gobernó como un dictador, a la vez que se esforzó por mantener una política de buena amistad con las potencias vecinas. Dimitido Venizelos (1932), se abrió un nuevo período de inestabilidad política, que fue aprovechado por el general Georgios Kondilis para abolir la república (octubre de 1935). Por medio de un plebiscito, el rey Jorge II recuperó la corona y restituyó la monarquía.

### Etapa fascista (1936-1941)
El 4 de agosto de 1936 el general Ioannis Metaxas instauró una dictadura de tipo fascista conocida como «Régimen del 4 de agosto», por el día en que se había instaurado. El objetivo principal del nuevo régimen era devolver a Grecia la gloria de su pasado. El nuevo régimen debía sentar las bases para que brotara de Grecia una «Tercera Civilización Helénica», después de la Antigua Grecia y la del Imperio bizantino. Para ello, Metaxás estableció un «nuevo Estado» inspirado en la Alemania nazi basado en la disciplina, los valores tradicionales y el militarismo. Una de las obras principales del régimen fue la creación de una enorme organización nacional de juventudes (más conocida por sus siglas en griego, EON), que llegó a tener más de un millón de miembros, así como la estabilización de la situación económica y política, aunque esta última se lograra reprimiendo duramente a la oposición. Por otro lado, Metaxás se embarcó en importantes proyectos de modernización del Ejército griego y de mejora de las defensas del país, creando por ejemplo la Línea Metaxas. Estos esfuerzos se revelarían más adelante cruciales para derrotar al Ejército italiano en la Guerra Greco-Italiana del invierno de 1940-41. Metaxas falleció en enero de 1941, pero el «régimen del 4 de agosto» perduró hasta la invasión alemana de Grecia a finales de abril de 1941.

### Segunda Guerra Mundial: ocupación y resistencia (1941-1944)

Repartición de Grecia por Italia, Alemania y Bulgaria durante la Segunda Guerra Mundial (1941-1944).

Al comienzo de la Segunda Guerra Mundial, Grecia intentó mantener su neutralidad. Aunque el dictador Metaxás se orientaba ideológicamente hacia el campo de las Potencias fascistas del Eje y el rey se mostraba inclinado hacia la causa británica, el ultimátum de Italia del 19 de octubre de 1940, en el que se exigían bases estratégicas en territorio griego, arrojó a Grecia en manos de los Aliados (Guerra Greco-Italiana del Invierno de 1940-41). La inmediata invasión italiana desde Albania fue contrarrestada, pero la ofensiva alemana de abril de 1941 no pudo ser contenida. Con la derrota griega empezó la ocupación del Eje, a la vez que el rey y su Gobierno se exiliaban en Egipto.
Grecia permaneció ocupada por tropas alemanas, italianas y búlgaras desde 1941 hasta 1944. Durante esos años, los griegos se dividieron en dos fracciones principales: colaboracionistas y partisanos. Los primeros sustentaron los regímenes colaboracionistas de Geórgios Çolakoğlu, Konstantinos Logothetopoulos y Ioannis Rallis y engrosaron las filas de las fuerzas militares y paramilitares de derechas, entre ellas los infames Tagmata Asfaleias (Batallones de Seguridad) que, junto con los ocupantes alemanes y en algunos casos los italianos y búlgaros, flagelaron a las facciones comunistas y partisanas. Estos últimos, por su parte, realizaron un efectivo movimiento de resistencia que causó serios daños a los Gobiernos colaboracionistas así como a la Wehrmacht. Algunas de sus acciones más famosas fueron la voladura del puente de Gorgopotamos o el atentado contra la sede de la ESPO, la organización de ultraderecha griega que en aquel momento reclutaba jóvenes griegos para formar un batallón griego de las Waffen-SS. De todos modos, los combates más virulentos se dieron entre las propias facciones de la Resistencia y, especialmente, entre la monárquica EDES de Napoleón Zervas y la comunista ELAS de Aris Velujiotis. Esta situación se convirtió, a la retirada de las fuerzas alemanas de Grecia, en una guerra civil en toda regla entre conservadores y comunistas.

### Guerra civil griega (1946-1949)
Cuando en las Conferencias de Yalta y Teherán se fijaron las respectivas zonas de influencia de los Aliados en la zona del Mediterráneo, Grecia correspondió al campo anglo-estadounidense. Pero esta decisión no correspondía exactamente a la composición de fuerzas guerrilleras en el interior del frente griego, ya que las organizaciones de izquierda y las prosoviéticas eran más potentes y numerosas y controlaban la mayor parte del país. El Gobierno de coalición constituido en el exilio el 10 de marzo de 1944, de composición inestable, difícilmente pudo ejercer su jurisdicción sobre todo el territorio griego. Al desembarco británico del 14 de octubre de 1944, que se realizó cuando ya las fuerzas alemanas abandonaban Grecia y capitulaban, se opusieron las organizaciones de la Resistencia encuadradas por los comunistas.
Éstas no aceptaron el compromiso de los partidos de derecha y de los británicos del 2 de diciembre de 1944 –aceptado tácitamente por Stalin–, y decidieron continuar la lucha armada para instalar un régimen socialista. Durante los seis años de la guerra civil griega, su predominio se ejerció sobre todo en la zona montañosa del norte. Los partidos de izquierda no concurrieron a las elecciones del 31 de marzo de 1946, y el Partido Popular monárquico alcanzó la mayoría. Su dirigente, Zaldaris, fue nombrado jefe de Gobierno y organizó el plebiscito que confirmó de nuevo la monarquía como el régimen del país. El rey Jorge II volvió del extranjero. La oposición comunista continuó la guerra en la montaña y se formó en diciembre de 1947 el Gobierno de Grecia libre, presidido por el general Markos Vafhiadis, que gozaba del apoyo soviético y de los países del Bloque Oriental. Por el contrario, Gran Bretaña y Estados Unidos ayudaron masivamente, con material y consejeros, a las fuerzas monárquicas. En abril de 1947 el rey Pablo había sucedido a su hermano Jorge II. La guerra civil prosiguió hasta que, en 1950, ante la imposibilidad de proseguir la lucha, los últimos guerrilleros hubieron de refugiarse en Albania. La importancia estratégica del país posibilitó una notable ayuda militar y económica de Estados Unidos, que sustituyó a Gran Bretaña como principal aliado de Grecia e inspirador de la política de su monarquía.

### Época reciente de Grecia

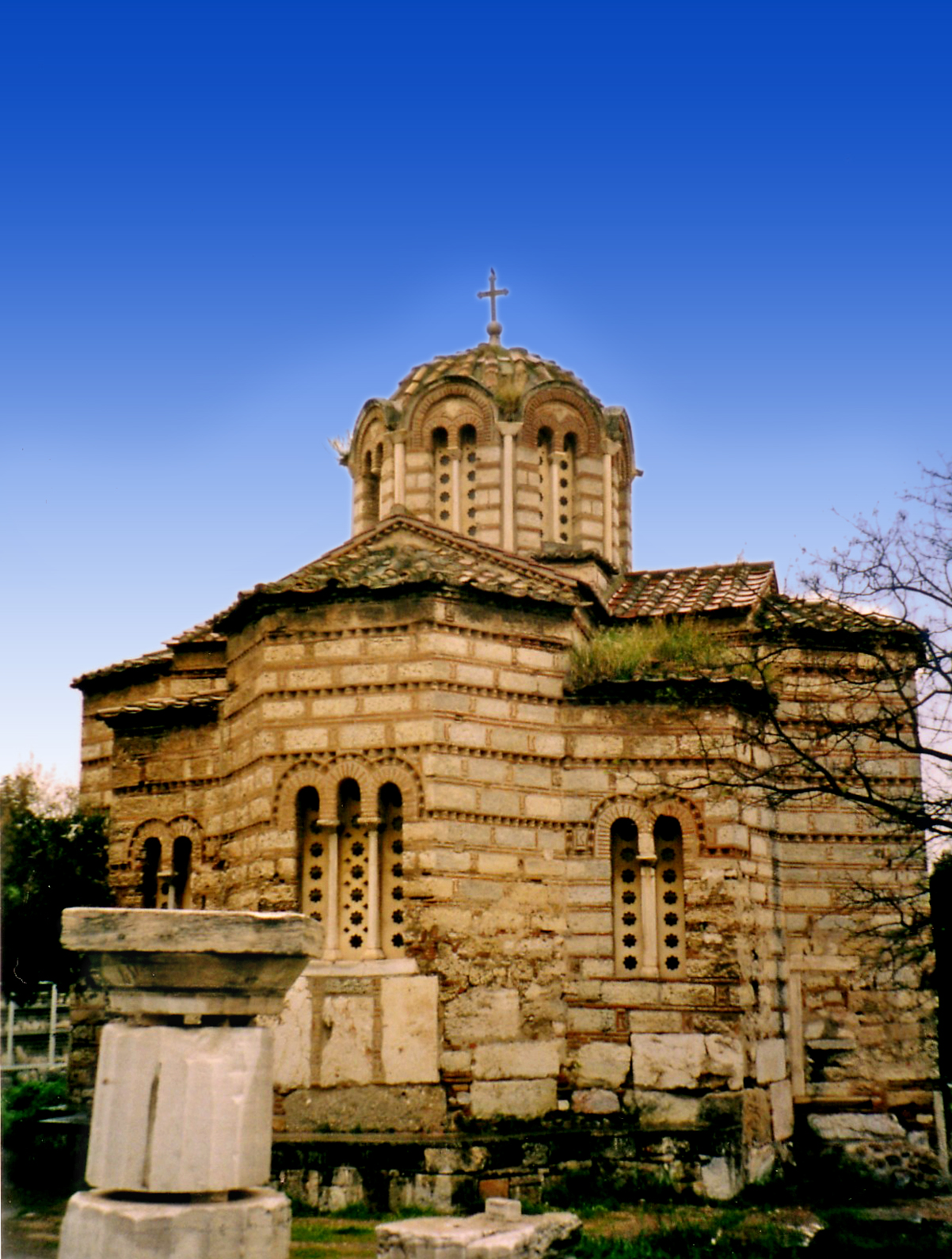
Iglesia bizantina en el Ágora de Atenas.

Finalizada la guerra civil, se inició un proceso de relativa liberación presidido por el general Papagos, lo que permitió el ingreso de Grecia en la OTAN (1951). A la muerte de Papagos, el rey Pablo I, hermano y sucesor de Jorge II, designó primer ministro a Constantinos Karamanlís, quien estabilizó la situación política. Durante este período se llevaron a cabo las negociaciones diplomáticas referentes a la situación de Chipre, cuyas reivindicaciones siempre habían contado con el apoyo griego. En 1962 Grecia ingresó como asociada en el Mercado Común Europeo.
Karamanlis hubo de abandonar el poder en junio de 1963 por divergencias con la corte. Las elecciones del 3 de noviembre de 1963 dieron un pequeño margen al Partido de la Unión del Centro, de Georgios Papandreu, quien, una vez nombrado jefe del Gobierno, recomendó nuevas elecciones. Celebradas el 16 de febrero de 1964, le proporcionaron una gran mayoría en el Parlamento. A la muerte del rey Pablo (6 de marzo de 1964) le sucedió su hijo Constantino. Entre los proyectos de G. Papandreu, de carácter moderado, algunos se relacionaban con una mayor democratización del país, que, según él, se encontraba demasiado mediatizado por las presiones de Estados Unidos, de los oficiales de derecha del Ejército y de la corte. La revelación de una confusa organización secreta en el seno del Ejército fue el motivo aparente para que el rey obligara a G. Papandreu a dimitir.
En 1967, la crisis política iniciada culminó con el golpe de Estado militar llamado «de los coroneles», dirigidos por el coronel Georgios Papadopoulos (21 de abril de 1967). El régimen militar suprimió el anterior gobierno y el Parlamento, y canceló la libertades civiles y políticas. Un contragolpe de los militares realistas fracasó, y el rey tuvo que exiliarse en Roma. El nuevo régimen de los coroneles, con Papadopoulos como hombre fuerte, impuso una dura represión.
En 1972, el Gobierno desencadenó una fuerte campaña antimonárquica, siendo cesado el regente general Georges Zoitakis y sus funciones, que eran básicamente representativas y protocolarias, fueron asumidas por el presidente Papadopoulos. Tras el fracaso de un golpe de Estado monárquico preparado por la Marina, la dictadura reaccionó con la proclamación de la República el 1 de junio de 1973 y Papadopoulos fue designado presidente. Sin embargo ese mismo año tras los sucesos que tuvieron lugar entre el 14 y 17 de noviembre, durante la denominada Revuelta de la Politécnica de Atenas con el resultado de decenas de muertos, fue derrocado por un golpe militar (25 de noviembre) dirigido por el general Dimitrios Ioannidis, jefe de la policía militar, que gobernó en la sombra.
El nuevo gobierno promovió un golpe de Estado en Chipre (15 de julio de 1974) que expulsó al presidente Makarios con vistas a unir la isla a Grecia; pero el gobierno turco, frontalmente contrario, reaccionó invadiendo en parte la isla (20 de julio). Al fracaso griego de la maniobra siguió una etapa de profunda crisis y fue llamado Karamanlis, en el exilio, para que formara Gobierno (23 de julio de 1974).
Karamanlis aceptó, y su retorno al poder significó de entrada el restablecimiento de la Constitución de 1952, la liberación de los presos políticos y la legalización de los partidos. Las elecciones generales (17 de noviembre de 1974) dieron el triunfo a Nueva Democracia, de Karamanlis. En el referéndum del 8 de diciembre de 1974, el pueblo griego optó por la forma republicana del Estado. En protesta por la actitud de la OTAN ante la crisis de Chipre (julio-agosto de 1974), Grecia se retiró de la organización militar de dicha Alianza. Karamanlis convocó elecciones generales anticipadas (octubre de 1977), en las que vio recortada su mayoría en beneficio del PASOK, partido de carácter socialista dirigido por Andreas Papandreu. En mayo de 1980 Karamanlis fue elegido presidente de la República, y Georgios Rallis nombrado primer ministro.
En 1980 Grecia reingresó en la OTAN, y en 1981 el país se incorporó como miembro de pleno derecho a la CEE. En las elecciones de 1981 el PASOK obtuvo la mayoría absoluta y A. Papandreu se convirtió en jefe del primer Gobierno socialista en la historia de Grecia. En marzo de 1985 Papandreu fue reemplazado por el candidato del PASOK, el jurista Christos Sartzetakis. En las elecciones de junio el PASOK retuvo la mayoría absoluta y Papandreu siguió al frente del Gobierno, pero en noviembre de 1988 hubo de dimitir cuando el Tribunal Supremo decidió procesarle como implicado en un escándalo financiero. Después de tres convocatorias sucesivas de elecciones, el líder de Nueva Democracia, Constantinos Mitsotakis, consiguió apoyo suficiente para formar gobierno (abril de 1990) y Karamanlis volvió a ocupar la Presidencia de la República. En 1992 las medidas económicas de Mitsotakis atizaron el descontento popular, al tiempo que Papandreu era absuelto de todos los cargos.
En las elecciones de octubre de 1993 el PASOK recuperó la mayoría absoluta y Papandreu asumió la jefatura del Gobierno. Konstandinos Stephanopoulos, un conservador disidente de Nueva Democracia, sucedió a Karamanlis en la Presidencia en 1995. Desde enero de 1996 Costas Simitis sustituyó a Papandreu, gravemente enfermo, al frente del Gobierno. Al fallecer el veterano líder en junio, Simitis convocó elecciones en septiembre y vio reforzada su posición con un triunfo del PASOK por mayoría absoluta. En diciembre Grecia accedió adoptar el euro como unidad monetaria. En las elecciones de abril de 2000 Simitis fue reelegido y el Parlamento ratificó a Stephanopoulos como presidente. Simitis renunció al Gobierno el 7 de enero de 2004, siendo reemplazado por Georgios Papandreu, hijo de Andreas Papandreu. En las elecciones de marzo de 2004 resultó elegido el candidato de Nueva Democracia, Costas Karamanlis, poniendo fin a la hegemonía del PASOK. En marzo de 2005 Stephanopoulos dimitió a la Presidencia y le sucedió Karolos Papoulias.

## Crisis financiera
En 2010 Grecia fue protagonista de una crisis que contagió a toda la Unión Europea. Todo comenzó cuando en 2009 Bruselas advierte a Grecia que los datos sobre sus cuentas no son muy claros y de mucha confianza, dos semanas después del 4 de octubre, día en que el PASOK ganase las elecciones, se revela que los datos oficiales conocidos hasta entonces sobre el nivel de deuda de Grecia estaban falseados y que el déficit público ronda el 12 %, cifra que posteriormente sería corregida al alza al 13,6 %.
Ante estas informaciones la desconfianza de los inversores provoca la imposibilidad de sacar a la venta nuevos bonos a intereses razonables, para cubrir los que ya estaban venciendo, y el gobierno griego se ve obligado a recurrir a la ayuda de la Unión Europea para evitar la quiebra, la cual decide involucrar también al FMI. Fruto de los acuerdos se decide proteger a Grecia de los altos intereses que le exige el mercado, pero a cambio se le exige unas duras condiciones de austeridad que de cumplirse ahorrarían 30000 millones de euros en tres años. Mientras que desde Grecia se asegura que van a ser capaces de evitar la suspensión de pagos, algunos economistas, periodistas y políticos siembran dudas sobre la capacidad del gobierno para aplicar el plan de austeridad y evitar la quiebra.
La crisis de confianza se extendió sobre varios países europeos, los cuales sin estar en las mismas condiciones económicas y sin haber sembrado ninguna sospecha sobre falseamiento de datos económicos, pero anteriormente castigados por la crisis del 2008-2009, vieron como aumentaban los intereses que los inversores exigían para comprar su deuda, y se vieron obligados a acometer reformas fiscales encaminadas a reducir su déficit aun a costa del peligro que esas medidas pudiesen tener para el crecimiento económico y a riesgo de una recaída en la recesión.